# Neolovricia ozimeci
Neolovricia ozimeci is een keversoort uit de familie van de loopkevers (Carabidae). De wetenschappelijke naam van de soort is voor het eerst geldig gepubliceerd in 2009 door Lakota, Jazlic & Moravec.